# Корејске маске
Корејске маске имају дугу традицију и употребљавале су се у различитим контекстима. Маске било ког типа називају Тал ( кореј. 탈 ) на корејском, али они су такође познати по многим другим именима као што су гамђон, гвангде, ћорани, талбак и талбакђи. Корејске маске долазе са црном тканином причвршћеном са стране која је дизајнирана да покрије задњу страну главе и да симулира црну косу. 

## Сврха
Коришћени су у рату, на војницима и на њиховим коњима; за сахране у жаду и бронзи; за шаманске церемоније да би се одагнали зли духови, али и да би се запамтила лица великих историјских личности у маскама смрти; у уметности, посебно у ритуалним плесовима, дворским и позоришним представама. Садашње употребе су као минијатурне маске за туристичке сувенире, или на мобилним телефонима, где стоје као срећни талисмани. 
Постоје два начина за категоризацију маски: религијске маске и уметничке маске. Религијске маске су се често користиле за одбрану од злих духова, а уметничке су се углавном користиле у плесовима и позоришним представама. 

## Маске за плес
Маски које се користе за плес у Кореји има око различитих 250 врста и разликују се по облику. Маске у централном округу обично изгледају лепо и слично људском лицу, а у јужној провинцији маске су за сатиру и шамане. 

## Шаманске маскс
Често ужасавајуће или гротескне маске коришћене су у шаманским праксама због њихове способности да изазову страх и хумор.. Маске су често биле направљене од јоха дрвета, са неколико слојева лака да би маске добиле сјај али и да би биле водоотпорне. Обично су биле обојени и често су имале покретљиву вилицу. 
Обично се виде неке од следећих од којих су неке означена као национална културна добра. Хахо, Санде и Талћум су све традиционалне корејске маске ритуалног и религијског значаја. 
Хахо Бјолсин уроба је врста егзорцистичке представе где извођачи носе маске као што су јангбантал (племић), бунетал, сонбитал (учењак), гакшитал (невјеста), ћорангитал, халмитал, ћуђитал ( главар монах), ћунгитал (монах), бекђонтал ( месар) ), и иметал . 

## Културна добра и национално благо
Сама маска Хахо Бјолсина егзорцизма била је класификована као важно нематеријално културно добро од стране јужнокорејске владе 17. новембра 1980. године. И Хахо и Бјолсин маске су истовремено означене као Јужнокорејско национално благо. Хахо маска за плес је део народних прича у селу Пунчегон Хахо у граду Андонг, а потиче из династије Корђо . 